# Antonia (Plantae)
Antonia, monotipski biljni rod iz porodice loganijeki. Jedini predstavnik je A. ovata stablo ili grm iz tropske Južne Amerike.. U savanama se javlja kao grm, dok u kišnoj šumi naraste kao stablo do 35 metara visine.
Rod je opisan tek 1829. godine.
- A. ovata